# Feidlimid mac Óengusa
Feidlimid mac Óengusa ou Feidlimid Dub (Feidlimid le Noir) était un roi de Munster (en irlandais : Muman), l'un des cinq royaumes d'Irlande, appartenant à la famille des Eóganachta, qui vivait à la fin du Ve siècle et au début du VIe siècle. Il était le fils d'Óengus mac Nad Froích (mort en 489), le premier roi chrétien de Muman. 

## Biographie
La chronologie des rois de Muman aux Ve et VIe siècles est confuse dans les sources disponibles, et Feidlimid est connu uniquement par les listes des rois. Il n'est pas mentionné comme roi dans les Laud Synchronisms ni dans les annales irlandaises mais il est cependant présent dans le Livre de Leinster comme successeur de son père et prédécesseur de son frère  Eochaid mac Óengusa. Ceci place son règne autour de l'an 500. De plus, les Laud Synchronisms furent écrits avec un parti pris en faveur de la branche de Glendamnach, ce qui pourrait expliquer l'absence de Feidlimid. 
Toutefois, dans la saga Senchas Fagbála Caisil (L'histoire de la découverte de Cashel), il est inscrit après son frère, ce qui placerait son règne aux alentours de l'an 525. 
Il est l'ancêtre de la branche des Eóganacht Chaisil établie autour de Cashel dans l'actuel comté de Tipperary. 
Le nom de son fils était Crimthann. Dans un document ayant trait à un synode à Muman au VIe siècle, celui-ci est considéré comme roi de Muman. Toutefois, sa mère est appelée Dearcon, un nom généralement associé à celui de Crimthan, fils d'Eochaid mac Óengusa et fondateur des branches d'Airthir Cliach et de Glendamnach. Ses arrière-petits-fils Fíngen mac Áedo Duib (mort en 618) et Faílbe Flann mac Áedo Duib (mort en 639) furent également rois de Muman.